# Ceaplînka, Ciornuhî
Ceaplînka (în ucraineană Чаплинка) este un sat în comuna Heilivșciîna din raionul Ciornuhî, regiunea Poltava, Ucraina.

## Demografie
Componența lingvistică a localității Ceaplînka
     Ucraineană (95,45%)
     Rusă (4,55%)
Conform recensământului din 2001, majoritatea populației localității Ceaplînka era vorbitoare de ucraineană (95,45%), existând în minoritate și vorbitori de rusă (4,55%).